# Punky Brewster (serie televisiva 2021)
Punky Brewster è una sitcom televisiva in streaming trasmessa nel mondo su Peacock TV il 25 febbraio 2021, prodotta dalla Armogida Brothers Productions, Main Event Media, Universal Content Productions e distribuita dalla NBCUniversal Syndication Studios e Universal Television. È il revival della serie televisiva originale del periodo 1984/1988 con lo stesso nome. Gli interpreti sono Soleil Moon Frye e Cherie Johnson, con la partecipazione di Quinn Copeland, Noah Cottrell, Oliver De Los Santos, Lauren Lindsey Donzis e Freddie Prinze Jr. 
Nell'agosto 2021 la serie è stata cancellata dopo la prima stagione.
in Italia la serie è stata distribuita su Peacock TV, mentre in TV verrà trasmessa in prima visione in chiaro su Canale 21 dal 17 giugno 2024 ogni lunedì alle 9:10 in sostituzione di MumbleBumble per poi essere sospesa al nono episodio.

## Trama
Punky Brewster è tornata, ma adesso è diventata una giovane madre divorziata che fa crescere tre figli: Hannah, sua figlia adolescente biologica e i suoi figli adottivi Diego e Daniel. Da sempre vive nello stesso appartamento di Chicago in cui è cresciuta con il padre adottivo Henry Warnimont, e lavora anche come fotografa, proprio come lui. Incontra una ragazza della Fenster Hall di nome Izzy che, come Punky, è stata abbandonata da sua madre. Punky è ancora la migliore amica di Cherie, che lavora alla Fenster ed organizza che Izzy vive con una famiglia adottiva, ma dopo aver visto le somiglianze in Izzy rispetto a quando aveva la sua età, Punky decide di accoglierla e crescerla con i suoi tre figli. Punky ha anche una relazione saltuaria con il suo ex marito Travis e scopre che la madre l'ha abbandonata al supermercato da bambina è ancora viva e la cerca da anni.

## Personaggi, attori e doppiatori italiani

### Protagonisti
- Penelope "Punky" Brewster
- Cherie Johnson
- Izzy
- Diego
- Daniel
- Hannah
- Travis

### Ospiti
- Evan
- Margaux Kramer
- Alexa Bliss
- Charlotte Flair
- Sharon Lawrence

## Produzione
Il revival della serie sarebbe stato in sviluppo nel giugno 2019. Nel settembre del medesimo anno, è stato riferito che la serie, insieme al revival di Salvati dalla campana, sarebbe apparsa sul servizio di streaming Peacock TV. Una prima stagione di 10 episodi ha ricevuto il via libera da Peacock nel gennaio 2020. Il 19 agosto 2021, Peacock ha cancellato la serie dopo l'unica stagione.

## Episodi
L'unica stagione conta 10 episodi scritti dai fratelli Armogida, Susie V. Freeman, Sarah Jane Cunningham, Robin Shorr, Jay Kogen, Jordan Black, Kira Kalush e Clay Lapari e diretti da Jonathan Judge, Jody Margolin Hahn, Jude Weng, Phill Lewis, Kelly Park e Katy Garretson.

## Recensione
L'aggregatore Rotten Tomatoes ha riportato un punteggio di approvazione del 57% sulla base di 14 recensioni, con una valutazione media di 5,90/10. Il consenso critico del sito web recita: "È delizioso rivedere Soleil Frye Moon, ma con una trama datata ed una mancanza di concentrazione, Punky Brewster non riesce a distinguere i suoi contro-multicolori".